# Audi Type C Alpensieger
L'Audi Type C Alpensieger (Vainqueur des Alpes : en français), également connu sous le nom de 14/35 ch, est une voiture particulière de la catégorie familiale routière de la marque allemande Audi Automobilwerke GmbH, construite à partir de 1912 en plus de la plus petite Type B.

## Historique
Toute première Audi de compétition, elle remporta, à plusieurs reprises, le Rallye autrichien des Alpes en 1912, 1913 et 1914 entre les mains même du fondateur de la marque August Horch, et connaît bien d'autres succès sportifs,. En fabrication jusqu'en 1916, un modèle est exposé au musée « August-Horch » à Zwickau.

## Caractéristiques

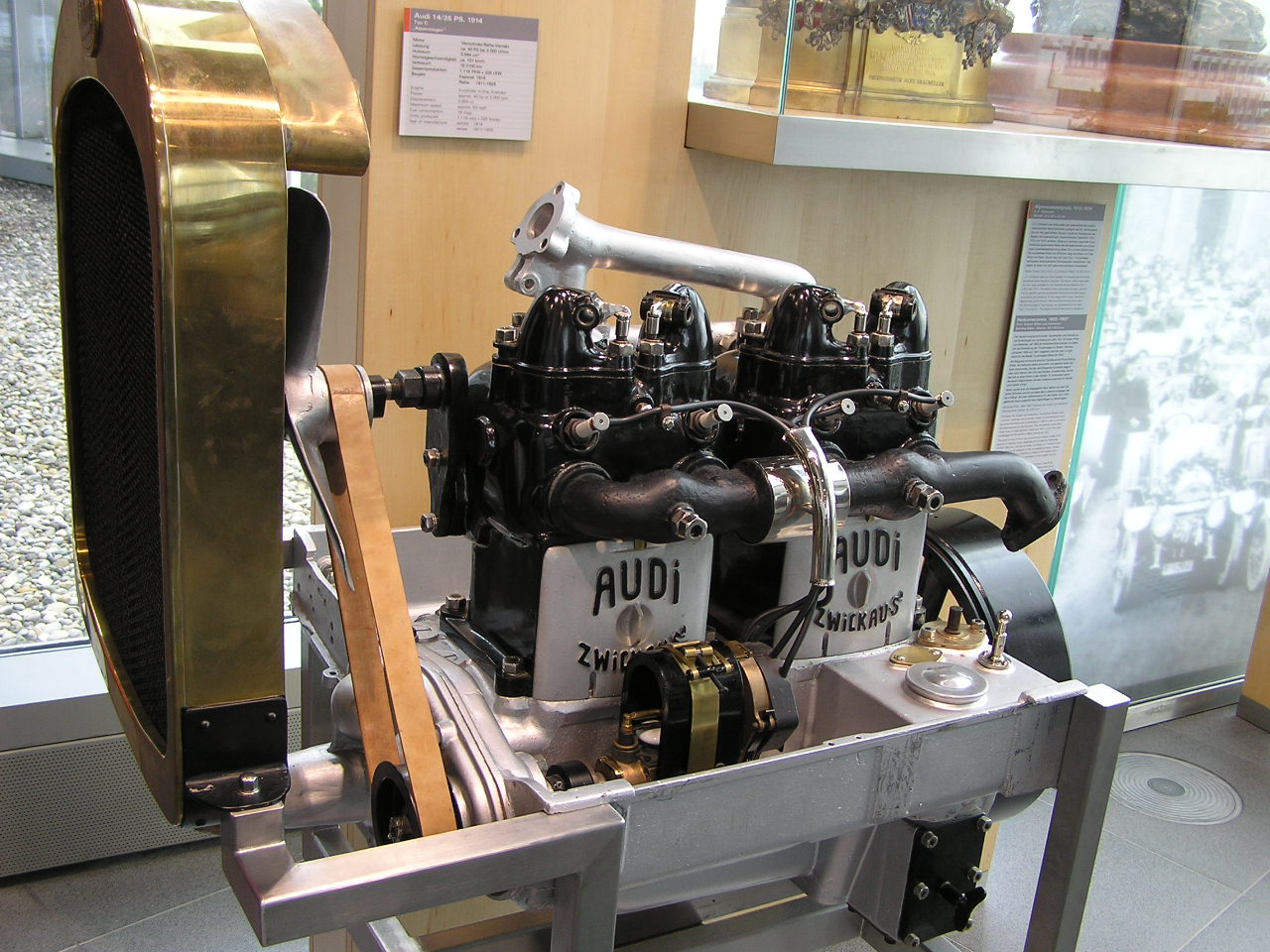
Le moteur.

Propulsé par un moteur quatre cylindres en ligne IOE à deux blocs monté à l’avant d'une cylindrée de 3,6 L, la Type C développe 35 ch à 1 700 tr/min. Il entraînait les roues arrière via une transmission à quatre vitesses à arbre intermédiaire et un arbre à cardan. La voiture avait un châssis en échelle et deux essieux rigides à ressorts à lames. Elle a été construite en tant que voiture de tourisme à quatre places.
Une version de 40 ch est également produite jusqu'en 1914. Les spécimens équipés de moteurs de 40 ch ont remporté de bons succès dans les courses alpines autrichiennes de 1912 à 1914. Par conséquent, le modèle s’appelait également "Alpensieger" dans la publicité. En 1921, la production a été arrêtée après 1 450 voitures.

## Galerie

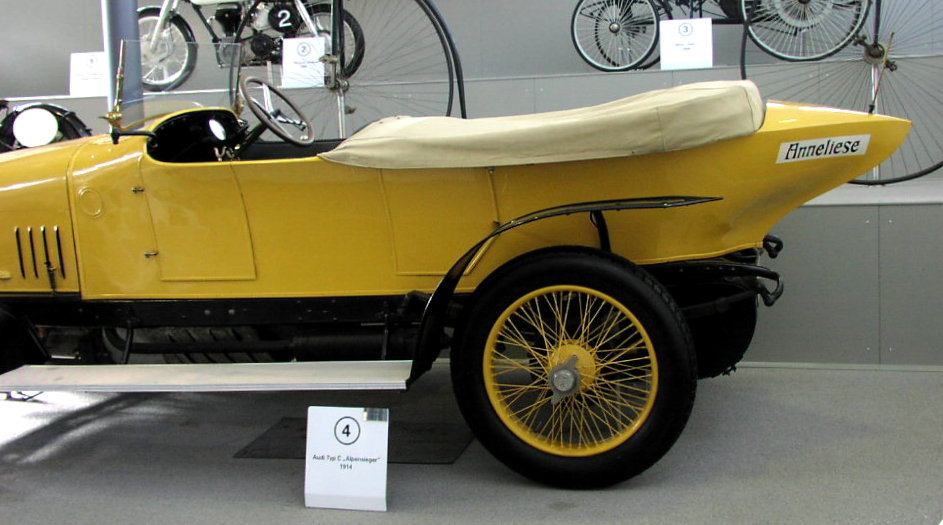
L'arrière.